# NGC 213
NGC 213은 물고기자리에 위치한 막대나선은하이다. 1784년 10월 14일, 윌리엄 허셜에 의해 발견되었다.